# 淵海子平
《淵海子平》是八字命理學上重要的著作。原書為宋朝徐大升所著《淵海》、《淵源》。後至明代杨淙將兩書合為一冊有所增補，成為如今所流傳的《淵海子平》。
全書分五卷，第一卷論述子平術數基本知識，第二卷論述看命方法子平諸格，三卷至五卷論六親、歌賦、詩訣。其書理論為子平原始論法，與當今流行論法差異甚大，但依然在命理學上有十分重要的地位。
《淵海子平》的其中一個源頭《子平三命通變淵源》，又稱為《子平淵源》、《三命淵源》，簡稱《淵源》，現藏於韓國首爾大學圖書館。
1. ↑  《淵海子平》序